# بمباردیه ایروسپیس

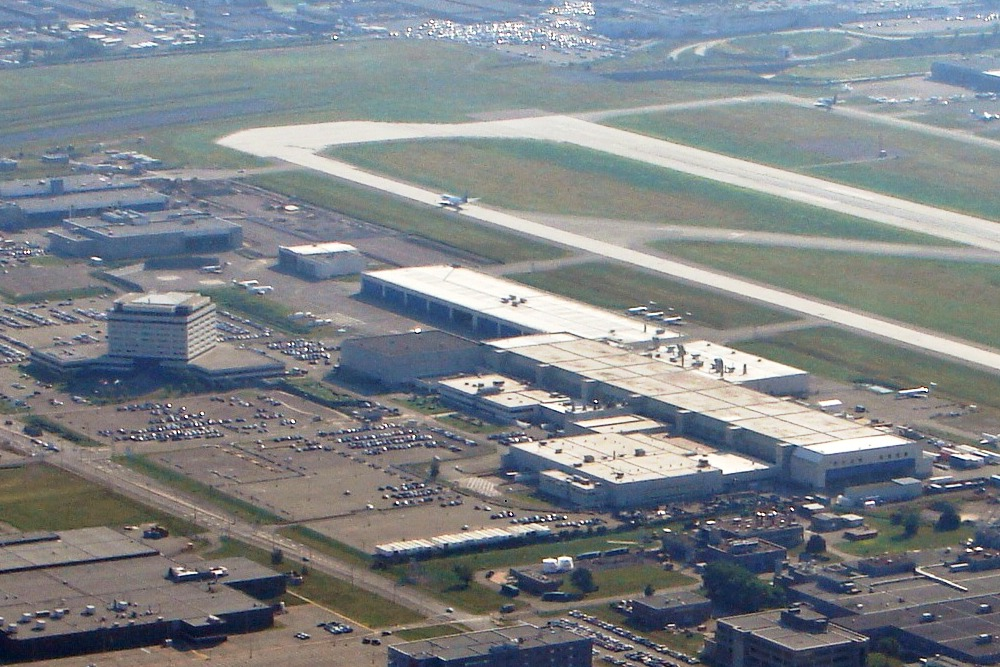
کارخانه مرکزی بمباردیه اروسپیس در فرودگاه بین‌المللی مونترآل-پییر الیوت ترودو

بمباردیه ایروسپیس (به انگلیسی: Bombardier Aerospace) شرکت صنایع هوافضایی کانادایی است، که به‌عنوان شرکت تابعه‌ای از گروه بمباردیه، در زمینه طراحی و تولید انواع هواگردها و ارائه خدمات مهندسی هوافضا فعالیت می‌کند و پس از شرکت‌های بوئینگ (شرکت هواپیماهای تجاری بوئینگ) و ایرباس، سومین تولید کننده هواگرد در جهان بشمار می‌آید.
شرکت بمباردیه ایروسپیس در سال ۱۹۳۷ میلادی تحت نام کانادایر تأسیس شد. این شرکت در سال ۱۹۸۶ در آستانه ورشکستگی توسط بمباردیه خریداری شد، سپس نام آن به بمباردیه ایروسپیس تغییر پیدا کرد. در ۱۹۸۹ شرکت هواپیماسازی برادران شورت مستقر در بلفاست، ایرلند شمالی را که در حال ورشکستگی بود، خریداری کرد. یک سال بعد شرکت ورشکسته دیگر بنام لیرجت، که در ویچیتا، کانزاس قرار داشت را نیز خریداری و در شرکت اصلی ادغام گردید. این شرکت‌ها امروزه به‌طور متوسط نیمی از درآمد شرکت بمباردیه ایروسپیس را تأمین می‌کنند.
دفتر مرکزی این شرکت در شهر دوروال، کانادا قرار دارد. کارخانه‌های تولیدی بمباردیه ایروسپیس در کشورهای کانادا، ایالات متحده آمریکا، ایرلند شمالی و مکزیک مستقر می‌باشند. از هواپیماهای تولید شده توسط شرکت بمباردیه ایروسپیس می‌توان به: بمباردیه گلوبال اکسپرس، بمباردیه سی‌آرجی ۷۰۰/۹۰۰ و بمباردیه سی‌آرجی ۱۰۰/۲۰۰ اشاره کرد.

## نگارخانه

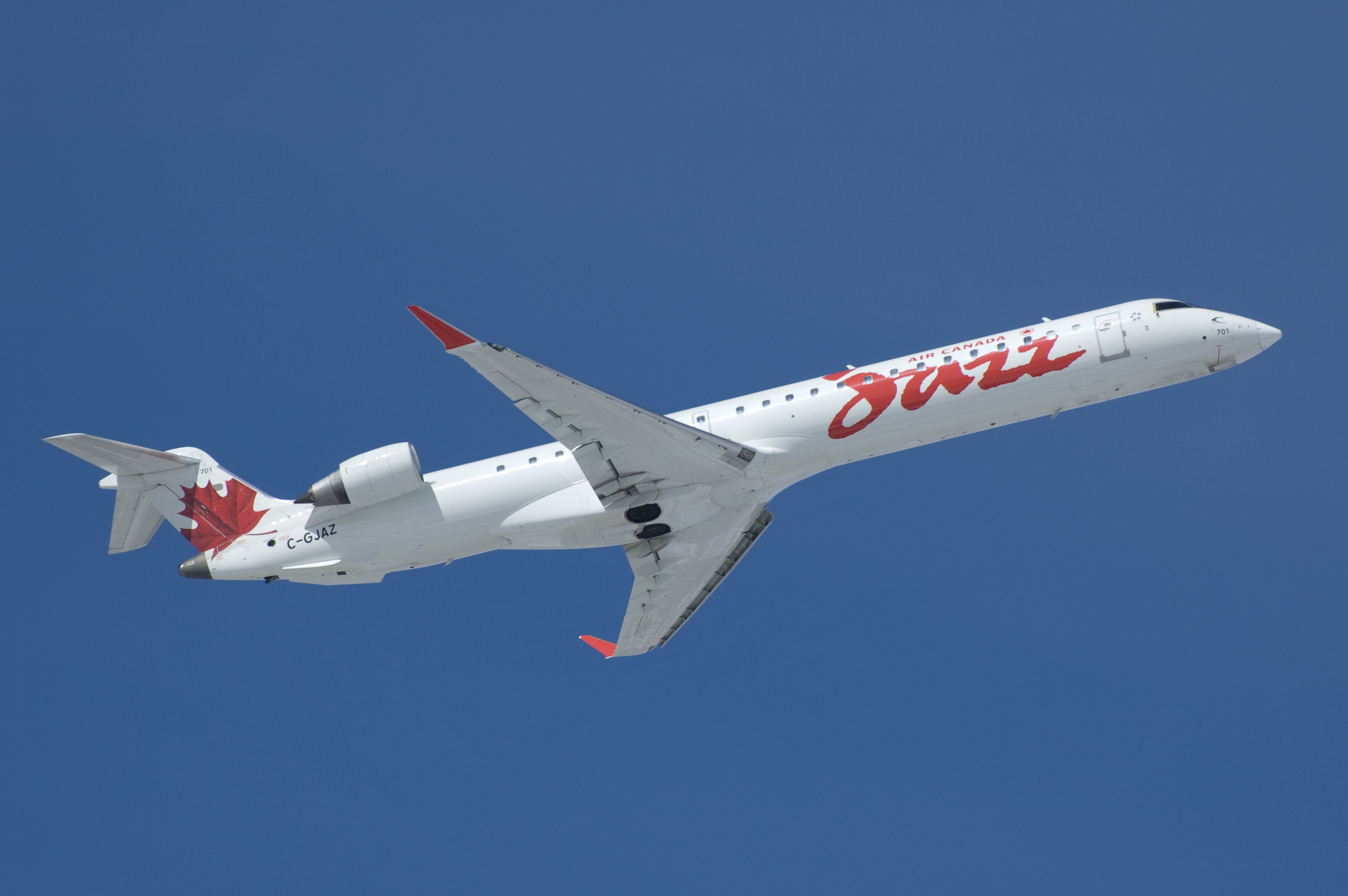
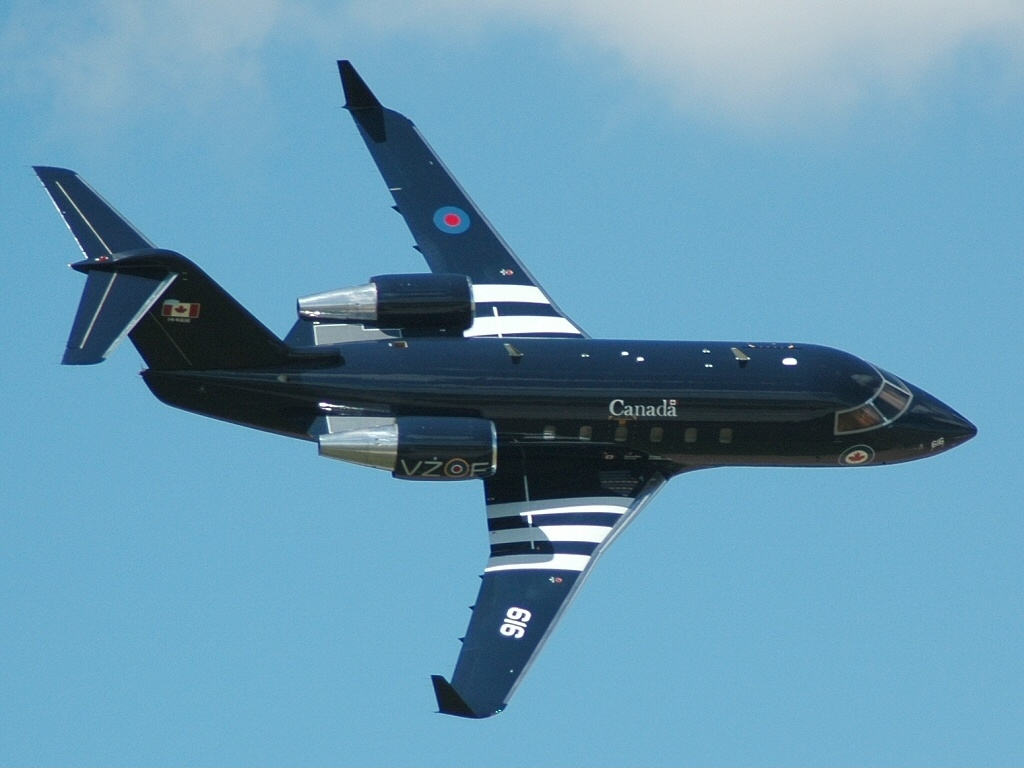
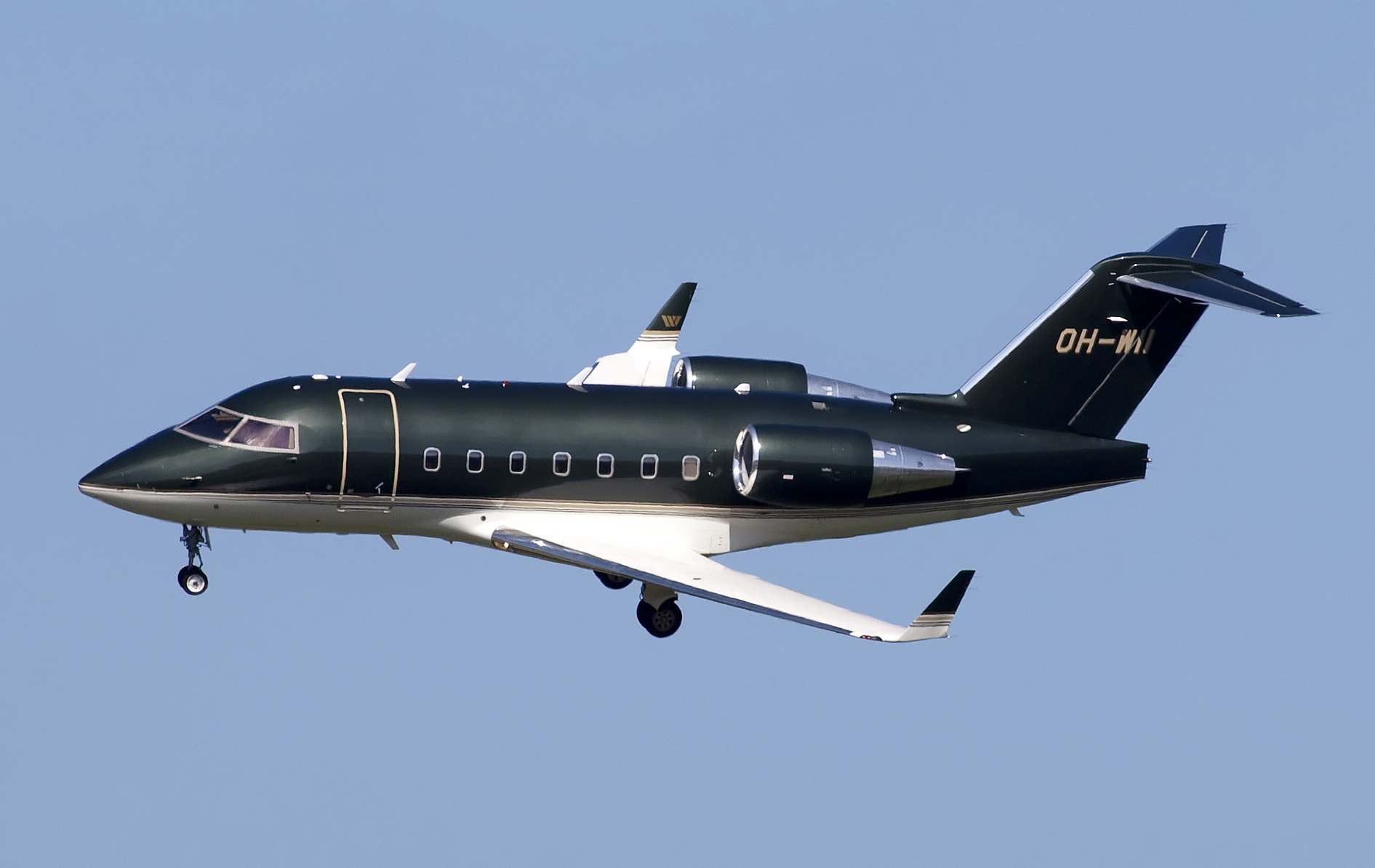
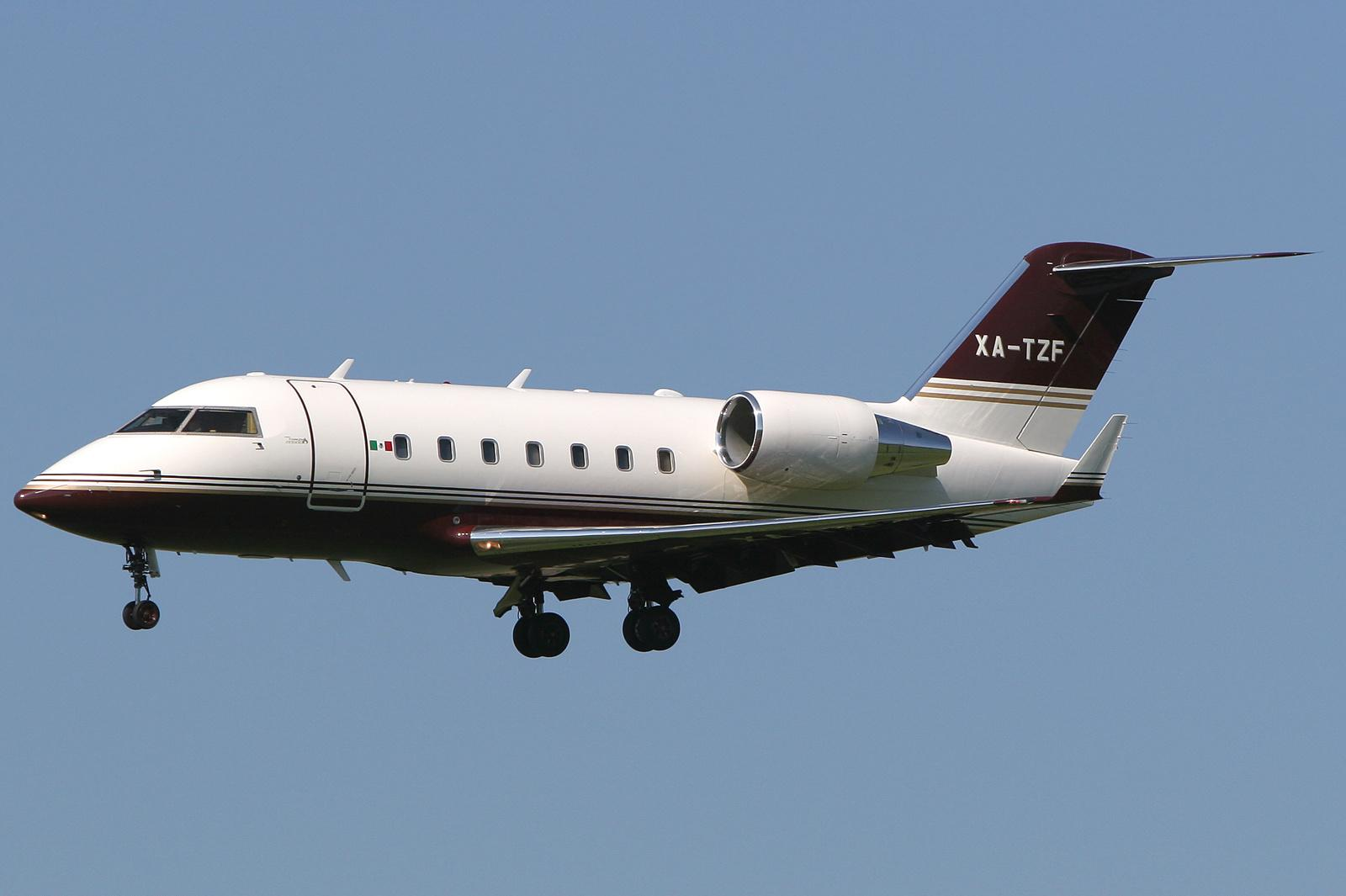
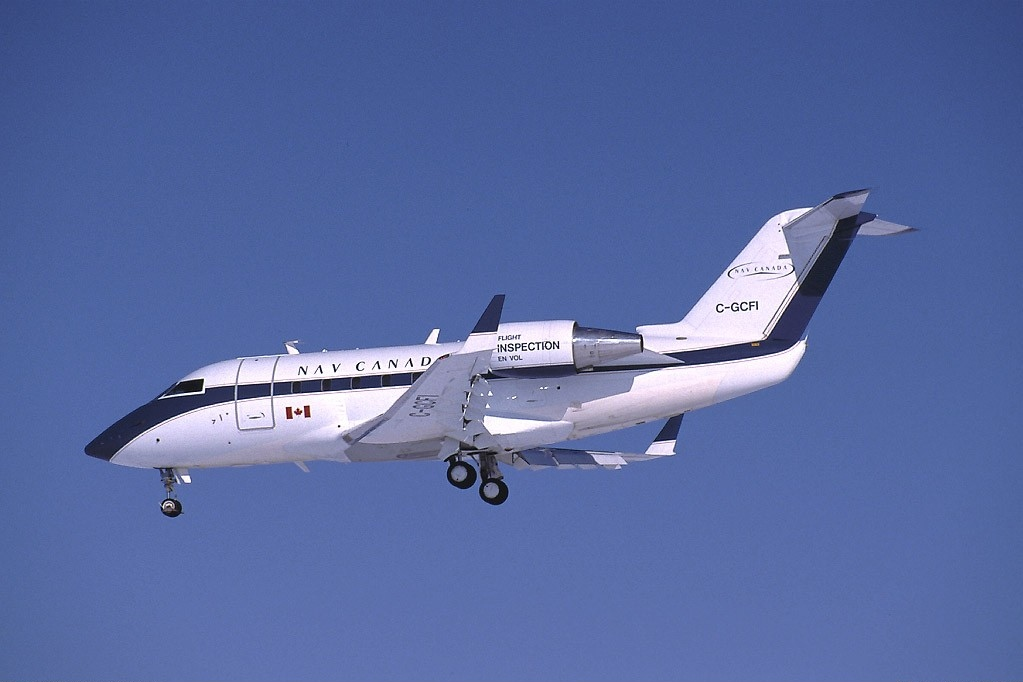
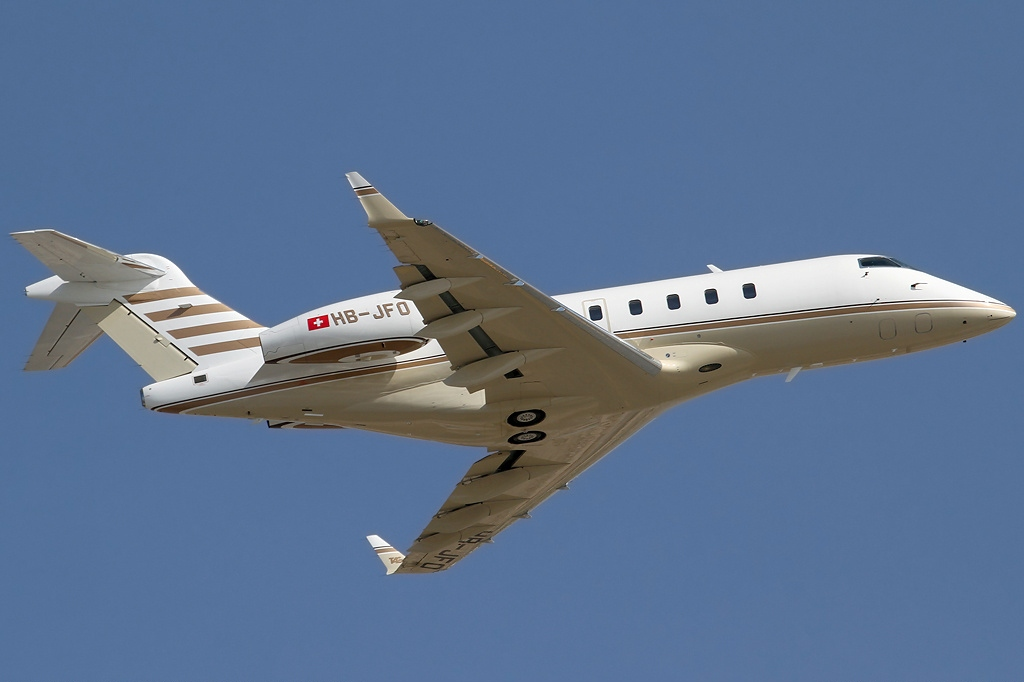
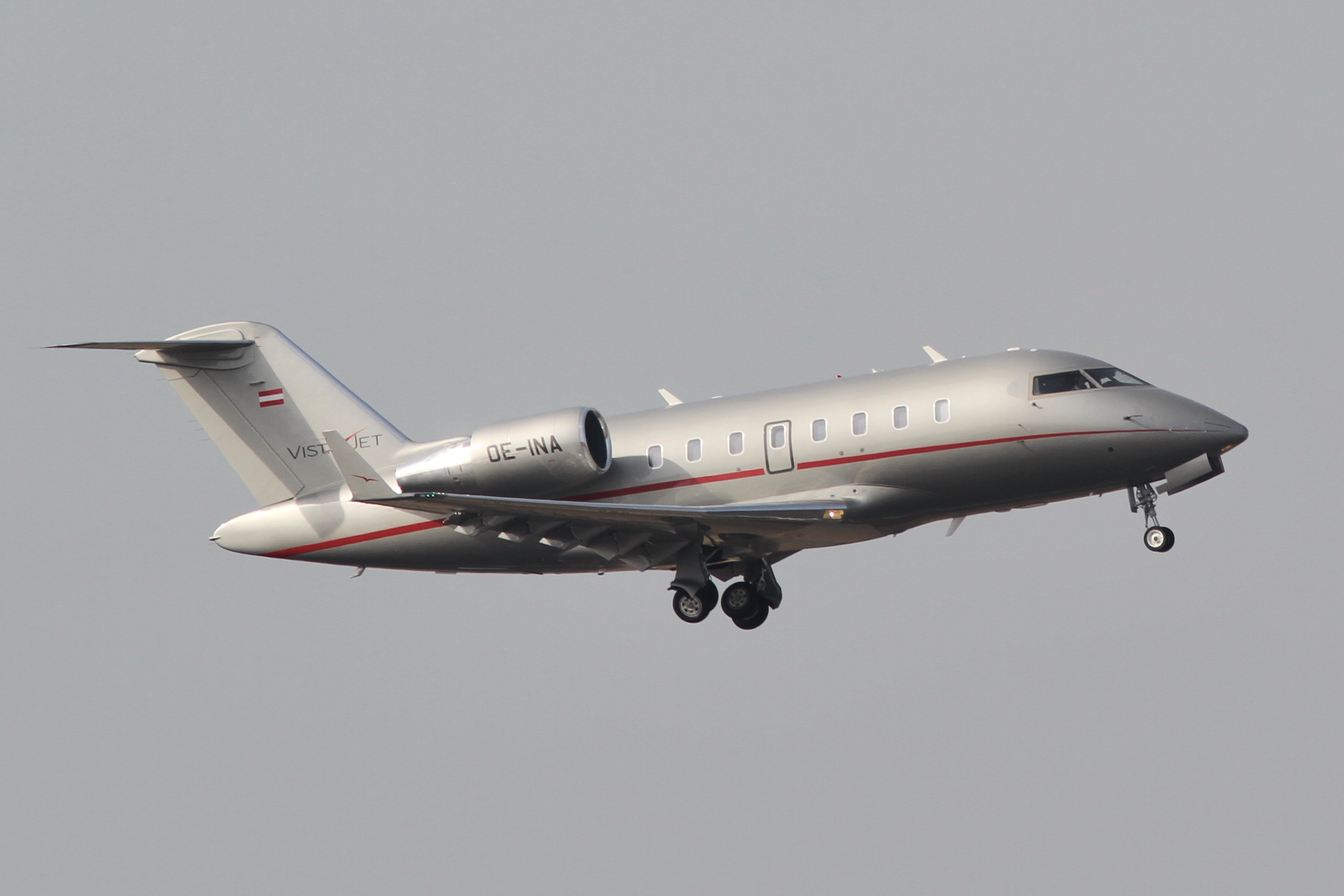
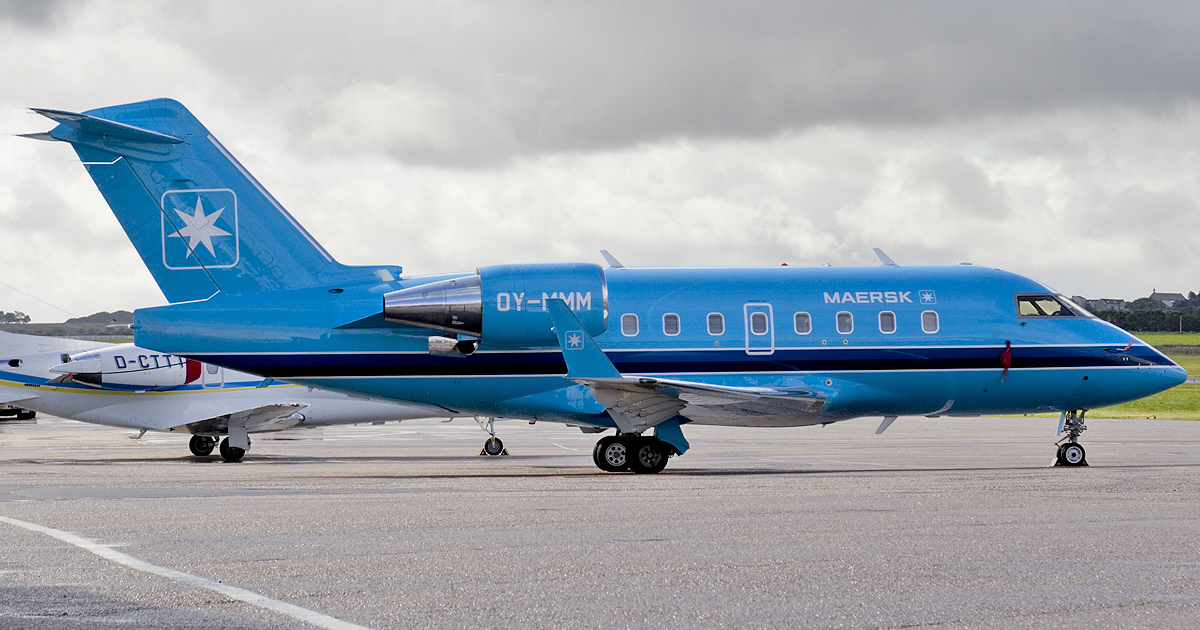
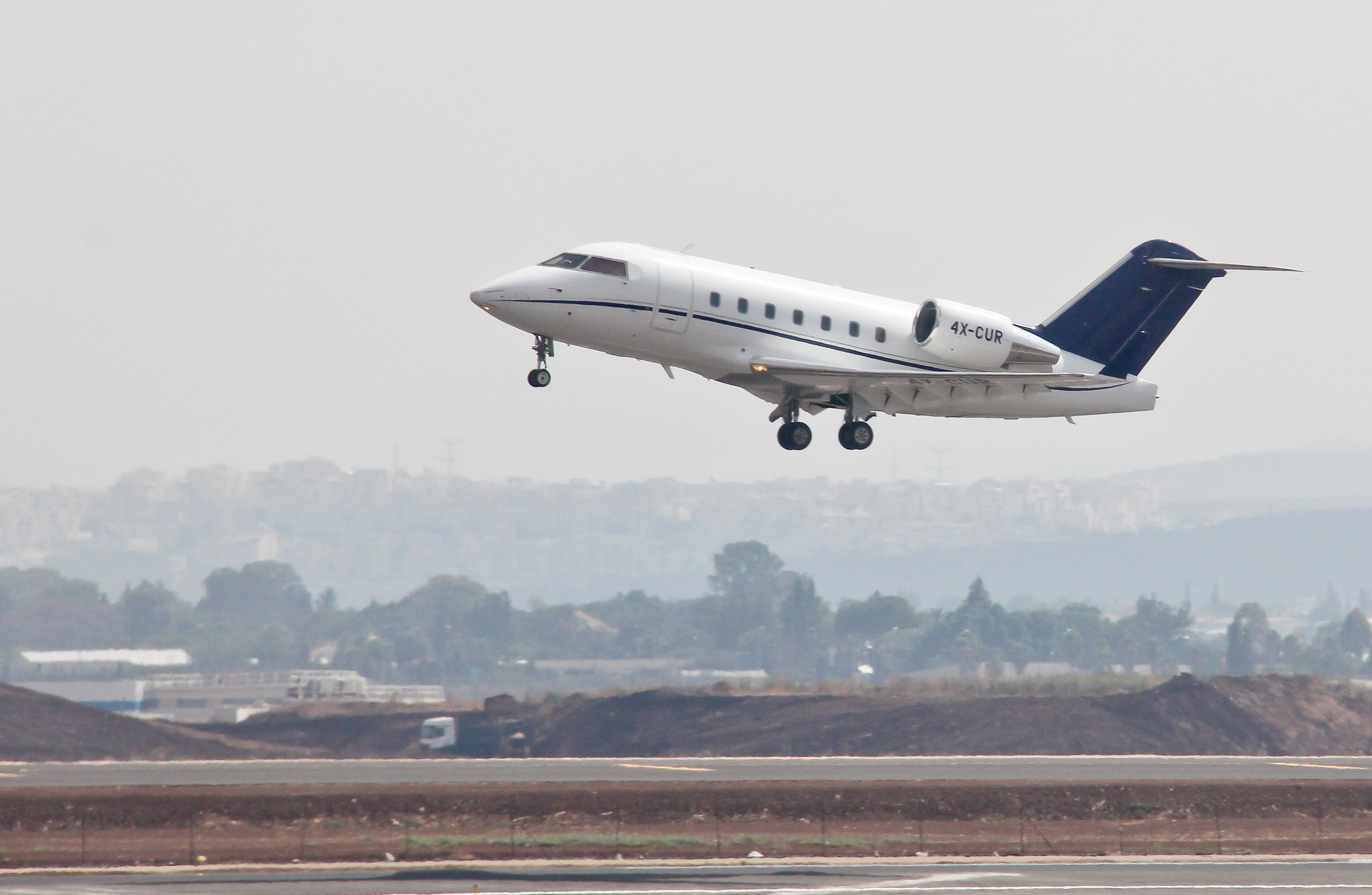
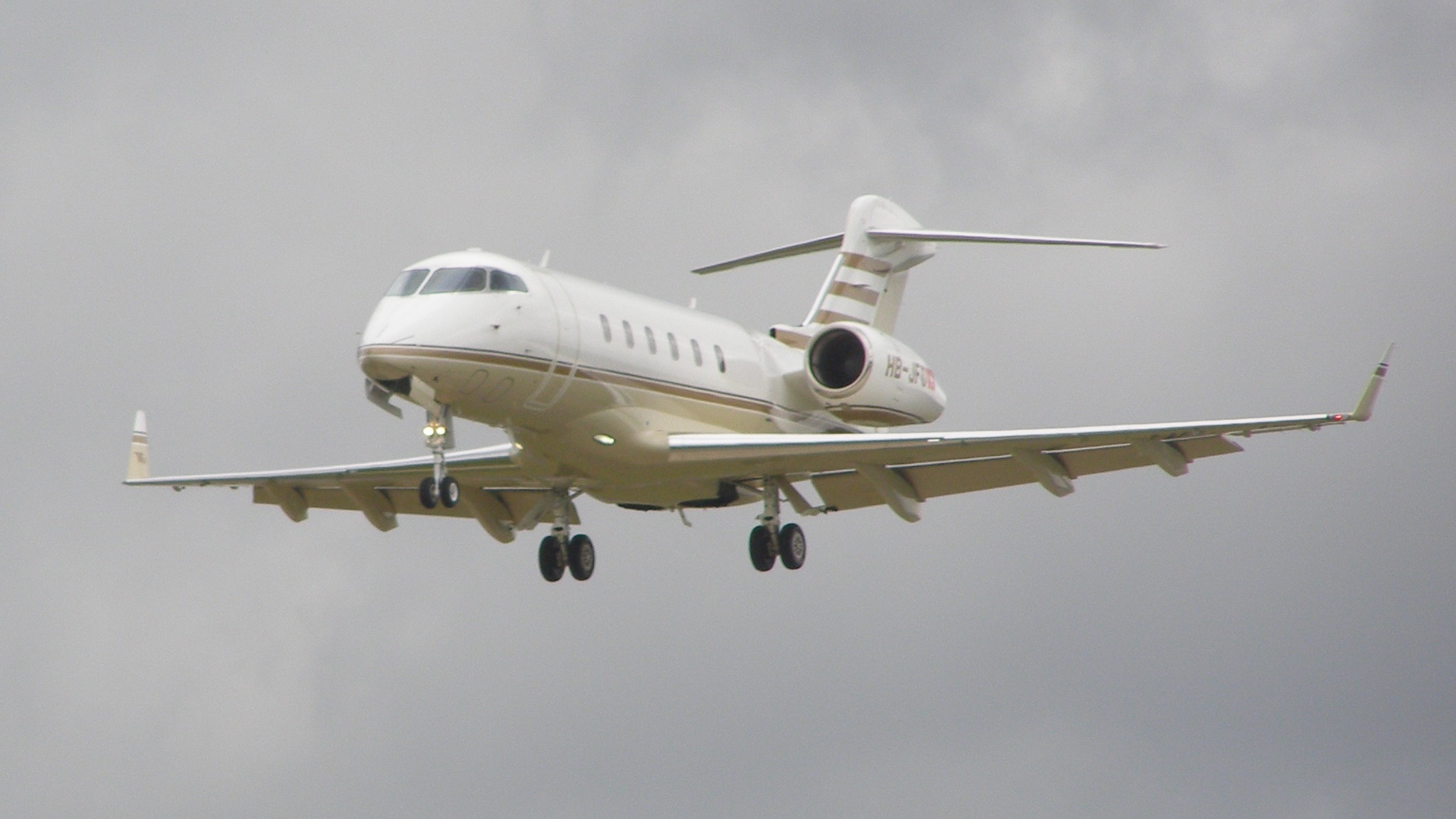
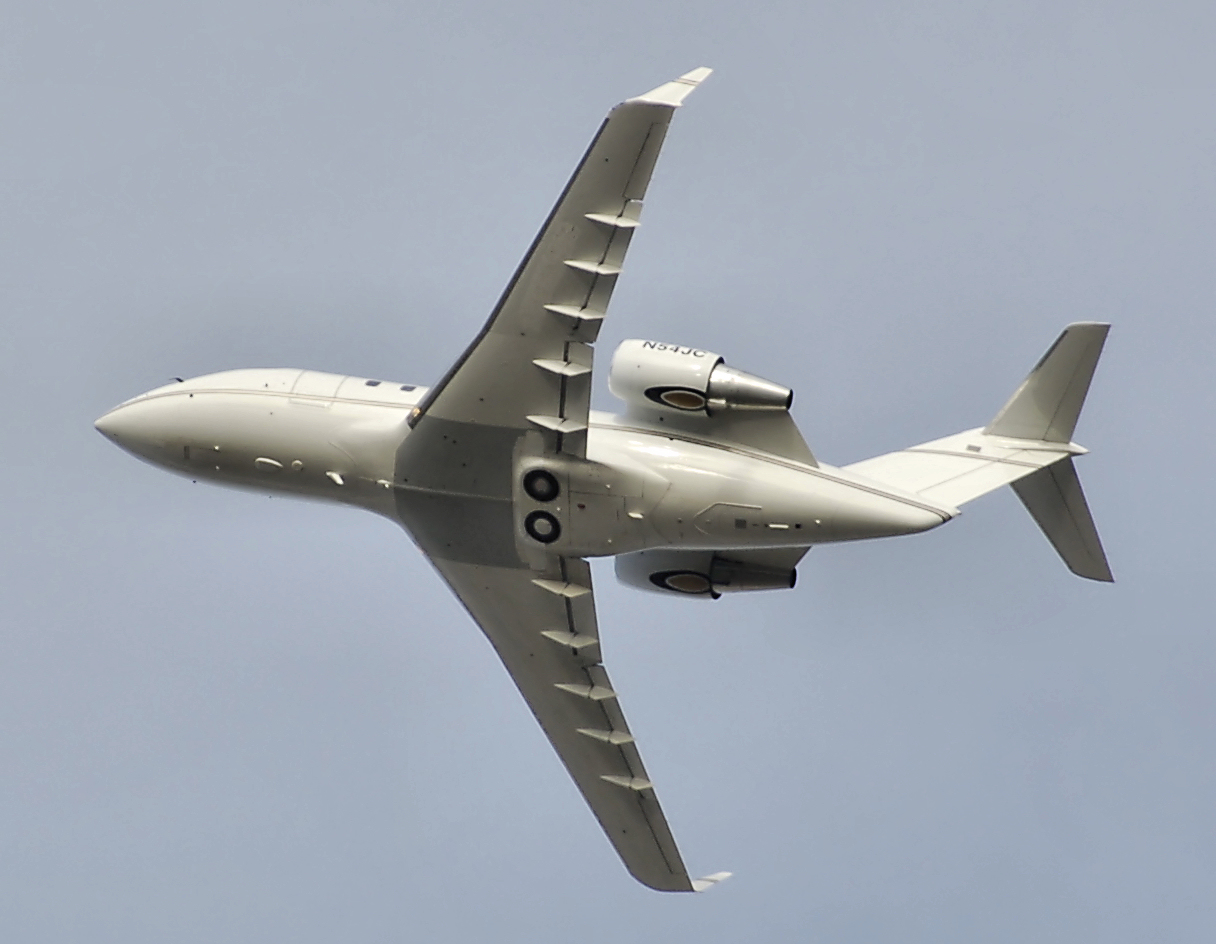
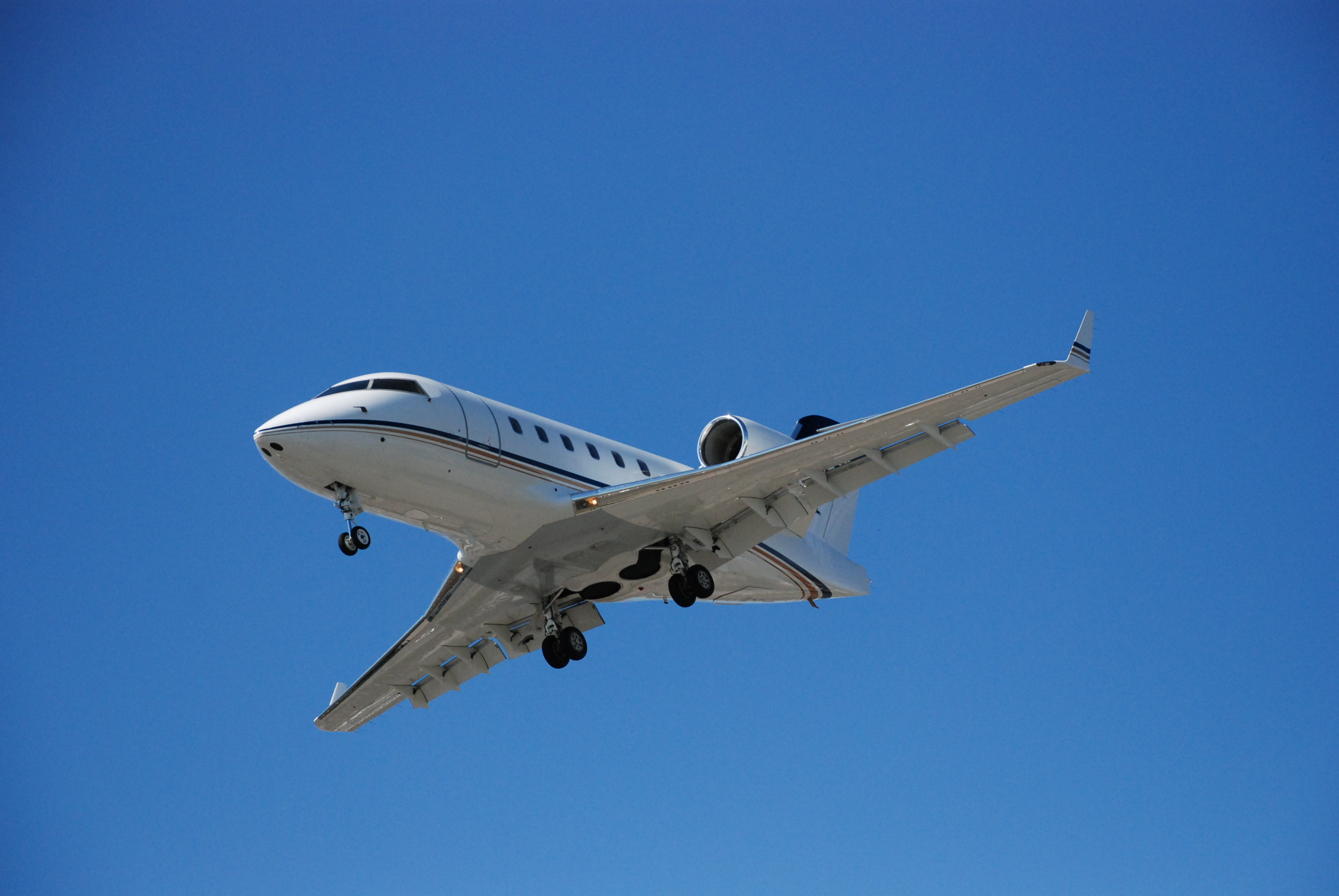